# Dasorgyia grumi
Dasorgyia grumi är en fjärilsart som beskrevs av Otto Staudinger 1901. Dasorgyia grumi ingår i släktet Dasorgyia och familjen tofsspinnare. Inga underarter finns listade i Catalogue of Life.